# Valea Sălciilor
Valea Sălciilor – wieś w Rumunii, w okręgu Buzău, w gminie Tisău. W 2011 roku liczyła 630 mieszkańców.